# 大棟耕介
大棟耕介（おおむね こうすけ、1969年5月17日 - ）は、クラウン（道化師）であり、有限会社プレジャー企画の代表取締役、NPO法人日本ホスピタル・クラウン協会の理事長、愛知教育大学の非常勤講師、世界道化師協会の事務局長である。

## プロフィール
生年月日：1969年5月17日 
出身地：愛知県知多郡阿久比町（現在は名古屋市在住）
身長：180cm 体重：90kg 

## 経歴
- 1988年：中京大学附属中京高等学校卒業
- 1992年：筑波大学卒業
- 1992年：名古屋鉄道株式会社入社
- 1994年：クラウン活動を始める
- 1995年：クラウンファミリー『プレジャーＢ』を結成
- 1998年：名古屋鉄道株式会社退社
- 1998年：㈲プレジャー企画設立、代表取締役就任
- 2003年：フロリダのWCA(World Clown Association)コンペでシングル部門銀メダル受賞
- 2004年：病院で入院中の子どもたちを訪ねるホスピタル・クラウンの活動を開始
- 2005年：愛・地球博のメインパレードを企画・制作、スタッフ教育・海外パフォーマー招聘
- 2005年：パッチアダムスと共にロシアの病院慰問ツアーを開始
- 2006年：NPO法人日本ホスピタル・クラウン協会が認定される
- 2008年：フロリダのWCAコンペでグループ部門金メダル受賞
- 2008年：「ホスピタルクラウン」ドラマ化（笑顔をくれた君へ〜女医と道化師の挑戦〜 :フジテレビ系列）[2]
- 2009年：ウクライナ・ベラルーシの子ども病院慰問ツアーを開始
- 2011年：ニューヨークのWCAに講師、ゲストとして参加
- 2011年：東日本大震災被災地訪問「小さなテントサーカス」開始
- 2014年：アジアにも活動を広める為、香港の病院訪問。香港で活動するクラウンの為、組織立ち上げに全面協力。
- 2023年：ワルシャワ訪問。ウクライナからの避難民がいる避難所を訪問。

## 受賞歴
- 1985年：国民体育大会少年の部 棒高跳び - 優勝
- 2003年：WCA(World Clown Association) コンペ - 個人部門 銀メダル（世界2位）
- 2006年：社団法人日本青年会議所　第20回人間力大賞 - 外務大臣奨励賞
- 2008年：WCA(World Clown Association)コンペ - グループ部門 金メダル（世界1位）
- 2021年：WCA「Clown of the year」受賞
- 2022年：WCA「Legacy of Laughter」受賞

## 著書
- 道化師流　コミュニケーションとサービス（生産性出版）
- 道化師が動いた!（生産性出版）
- ホスピタルクラウン・Kちゃんが行く（佼成出版社刊）
- 『ホスピタルクラウン 病院に笑いを届ける道化師』（サンクチュアリ出版）
- 『7つの本気 〜今、私たちのすべきこと』（著/西田文郎、大嶋啓介、須田達史、清水慎一、石崎道裕、小西正行、井上敬一、大棟耕介、監修/西田文郎、発行/「元気が出る本」出版部、2011年）

## テレビ出演
- 2005年  
  - NHK 「ETV」特集で『桂三枝の笑いの底力』出演
  - NHK 「福祉ネットワーク」出演
- 2006年  
  - NHK 「ほっとモーニング」出演
  - NHK「『笑い』がビジネスを変える」出演
- 2007年  
  - TBS「NEWS23」『マンデープラス　病気の子供達に笑いを届けたい』で特集
  - テレビ朝日「報道ステーション」出演
  - 3月14日「笑顔をくれた君へ〜女医と道化師の挑戦〜」[2]
- 2008年  
  - フジテレビ「NONFIX『ホスピタルクラウン』」
- 2011年　
  - TBS「夢の扉+」出演
- 2013年　
  - 日本テレビ「未来シアター」出演
- 2015年　
  - フジテレビ系列「テレビ寺子屋」